# Last Letter Home

Last Letter Home est une chanson du groupe Dropkick Murphys disponible sur l'album The Warrior's Code et sortie en 2005.
La chanson Last Letter Home contient des extraits des lettres personnelles entre le sergent Andrew Farrar, partie combattre en Irak, et sa mère et sa femme. 
La chanson initiale est changée par les membres du groupe après que la famille du sergent Farrar les contacte.  Elle leur explique qu'il était un grand fan des Dropkick Murphys. Sa famille passe des lettres d'Andrew Farrar aux membres du groupe. Dans certaines d'entre elles, il remercie sa femme de lui avoir envoyé un CD du groupe. Il explique même que s'il doit trouver la mort en Irak, il souhaiterait qu'une des chansons du groupe soit jouée à ses funérailles. 
Il meurt à 31 ans, peu de temps avant de finir sa mission et de revenir aux États-Unis, laissant derrière lui une femme et deux petits garçons. Le groupe au complet est présent aux funérailles. Il joue la chanson Fields of Athenry alors que le cercueil est mis en terre.
Le groupe réalise un single contenant les chansons dédicacées au sergent Farrar Fields Of Athenry et The Last Letter Home. Tout l'argent récolté de ce single ira à la famille Farrar.